# バラ・オブ・ハヴァント
バラ・オブ・ハヴァント（英語: Borough of Havant）は、イングランド南東部、ハンプシャーにある非都市ディストリクト。1974年4月1日成立。

## 地理
ハンプシャー南東部に位置し、東側でウェスト・サセックスと接している。またヘイリング島の東にはチチェスター湾、西にラングストーン湾がある。
隣接する自治体
- ハンプシャー
  - ポーツマス
  - シティ・オブ・ウィンチェスター
  - イースト・ハンプシャー
- ウェスト・サセックス
  - チチェスター

主な町・村・地域
- ハヴァント - 庁舎所在地
- エムスワース（英語版）
- ヘイリング島（英語版）

## 政治・行政
議会の議席数は38で、4年のうち3年は議席数の3分の1ずつ改選が行われる。1978年から1990年までは一貫して保守党が過半数の議席を確保していたが、1990年に保守党が与党から陥落して以降は2002年まで単独過半数をとる政党はいなかった。その後2002年選挙で再び保守党が過半数を獲得し、2022年現在まで保守党が引き続き与党として行政を担っている。
| 政党 | 政党       | 議席数 |
|      | 保守党     | 36     |
|      | 労働党     | 1      |
|      | 自由民主党 | 1      |